# Paul Kluckhohn
Paul Kluckhohn (* 10. April 1886 in Göttingen; † 20. Mai 1957 in Tübingen) war ein deutscher Germanist und Literaturhistoriker.

## Leben
Kluckhohn war ein Sohn des Historikers August von Kluckhohn. Er promovierte 1909 an der Universität Göttingen mit einer historischen Arbeit über die Ministerialität in Südostdeutschland vom zehnten bis zum dreizehnten Jahrhundert und habilitierte sich 1913 an der Universität Münster.
Er erhielt 1925 eine außerplanmäßige Professur an der Technischen Hochschule in Danzig, wurde 1927 an die Universität Wien berufen und wirkte schließlich seit 1930 als Ordinarius an der Universität Tübingen.
Kluckhohn befasste sich vorrangig mit der deutschen Romantik und der Goethezeit, er gab sich „national“, wahrte aber eine gewisse Distanz zum Nationalsozialismus.
Kluckhohn war einer der Mitbegründer der Deutschen Vierteljahrsschrift für Literaturwissenschaft.

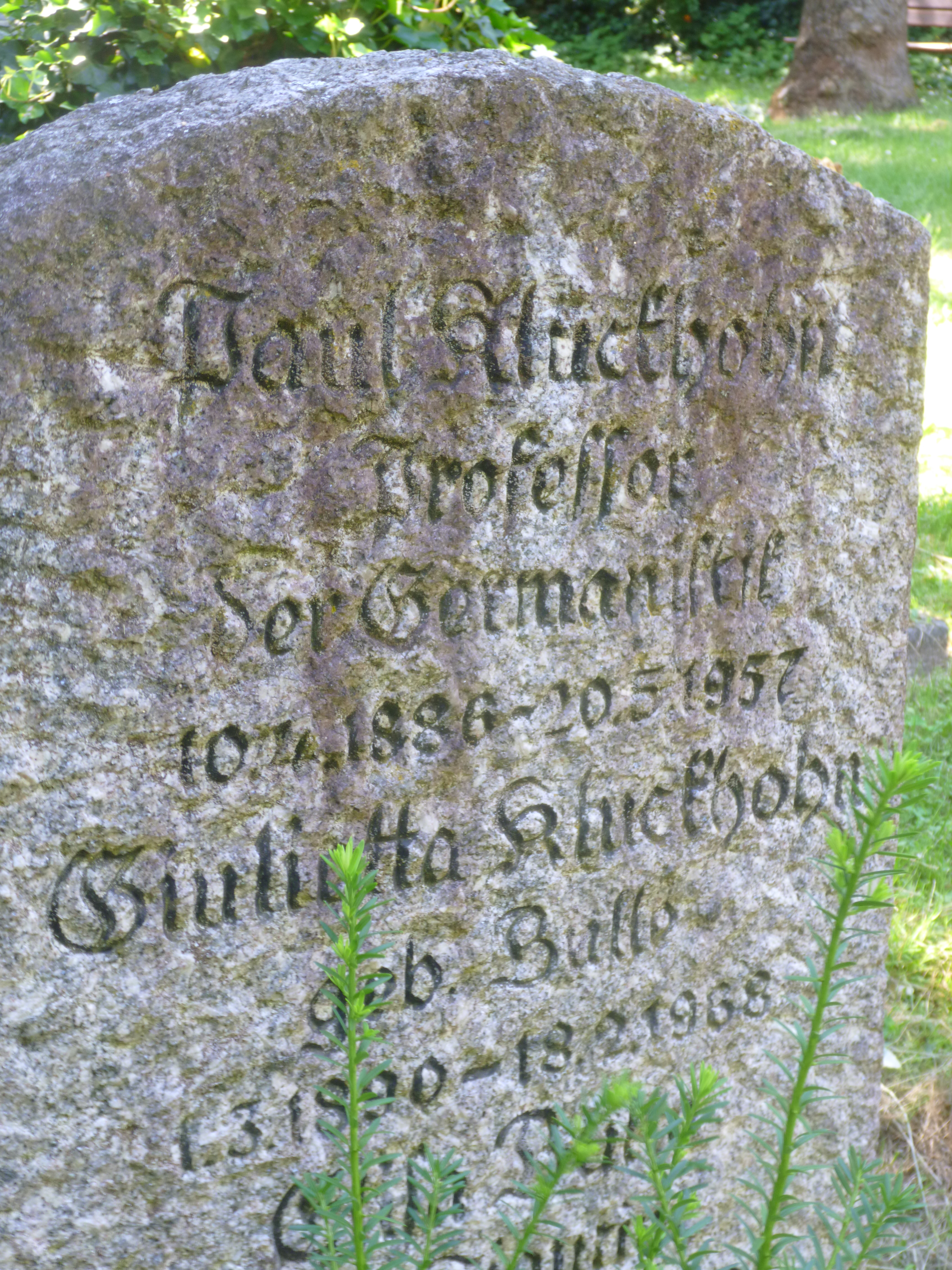
Grab auf dem Stadtfriedhof Tübingen

Er war von 1946 bis 1955 der erste Präsident der neugegründeten Hölderlin-Gesellschaft.

## Schriften (Auswahl)
- Die Ministerialität in Südostdeutschland vom zehnten bis zum Ende des dreizehnten Jahrhunderts (= Quellen und Studien zur Verfassungsgeschichte des Deutschen Reiches in Mittelalter und Neuzeit. Bd. 4, Heft 1, ISSN 0863-0836). Böhlaus Nachf., Weimar 1910.
- Die Auffassung der Liebe in der Literatur des 18. Jahrhunderts und in der deutschen Romantik. Niemeyer, Halle/Saale 1922.
- Die deutsche Romantik. Velhagen & Klasing, Bielefeld u. a. 1924.
- Persönlichkeit und Gemeinschaft. Studien zur Staatsauffassung der deutschen Romantik (= Deutsche Vierteljahrsschrift für Literaturwissenschaft und Geistesgeschichte. Buchreihe. 5, ZDB-ID 200380-6). Niemeyer, Halle/Saale 1925.
- als Herausgeber: Weltanschauung der Frühromantik (= Deutsche Literatur. Reihe 17: Romantik. 5, ZDB-ID 1171305-7). Reclam, Leipzig 1932.
- als Herausgeber: Die Idee des Volkes im Schrifttum der deutschen Bewegung. Von Möser und Herder bis Grimm (= Literarhistorische Bibliothek. 13, ZDB-ID 971229-x). Junker und Dünnhaupt, Berlin 1934.
- Das Ideengut der deutschen Romantik (= Handbücherei der Deutschkunde. 6, ZDB-ID 1002305-7). Niemeyer, Halle/Saale 1941.
- Die Idee des Menschen in der Goethezeit (= Der Deutschenspiegel. Schriften zur Erkenntnis und Erneuerung. 13, ZDB-ID 966178-5). Deutsche Verlags-Anstalt, Stuttgart 1946.